# Stanley Francis Rother
Stanley Francis Rother (Okarche, 27 marzo 1935 – Santiago Atitlán, 28 luglio 1981) è stato un presbitero e missionario statunitense cattolico. Difese gli indios del Guatemala dalle persecuzioni, che il governo locale aveva messo in atto, contro queste popolazioni; per questo motivo fu ucciso la notte del 28 luglio 1981. È venerato come martire dalla Chiesa cattolica, che lo ha beatificato il 23 settembre 2017 durante il pontificato di papa Francesco.

## Biografia
Stanley Francis Rother nacque il 27 marzo 1935 a Okarche da una famiglia di agricoltori di origine tedesca. Trascorse l’infanzia e l’adolescenza nella fattoria dei genitori. Percepì la vocazione sacerdotale già da piccolo. Entrò in seminario, ma incontrò difficoltà con il latino e iniziò a pensare di lasciar perdere gli studi. Ciononostante, dopo varie difficoltà, decise di proseguire il percorso formativo in seminario. Fu ordinato suddiacono il 2 giugno 1962 e diacono il 15 settembre successivo. Fu ordinato sacerdote il 25 maggio 1963 nella cattedrale di Nostra Signora del Perpetuo Soccorso a Oklahoma City da Victor Joseph Reed, vescovo dell’allora diocesi di Oklahoma City e Tulsa.
Nel giugno del 1968, si unì alla missione dell’Oklahoma in Guatemala e fu assegnato alla diocesi di Sololá. Nella parrocchia di Santiago Atitlán, venne soprannominato "Padre Aplas", che in lingua tzutujil significa "Francesco"). Padre Stanley imparò sia lo spagnolo sia lo tzutujil, uno dei 21 dialetti maya parlati in Guatemala, tanto che riuscì a celebrare una messa in lingua tzutujil e tradusse il Nuovo Testamento nella lingua locale.
Padre Stanley partecipò alla creazione di una cooperativa di agricoltori e si prestò a fondare una cooperativa di tessitori e un'unione di credito. In aggiunta, favorì anche la costruzione di una scuola, di un ospedale nella vicina Panabaj e della prima stazione radio cattolica della regione.
Tra 1971 ed il 1981 si verificarono in Guatemala numerose uccisioni di giornalisti, contadini, catechisti e preti, tutti ipocritamente accusati di essere comunisti. Essendo stato scritto il nome di Padre Stanley in una lista di condannati a morte, egli, a causa del pericolo, lasciò nel 1981 il Guatemala insieme a un confratello e tornò in Oklahoma, dove rimase per circa tre mesi.Il suo cuore, però, era rimasto con la gente del Guatemala e in una lettera del dicembre 1980, indirizzata all'Arcidiocesi di Oklahoma City, scrisse:

### Il martirio
Dopo che il missionario rientrò dal Guatemala, nella notte del 28 luglio 1981, verso l’una, tre uomini armati e mascherati entrarono di soppiatto nella canonica della Chiesa a Santiago Atitlán e, saliti al piano superiore, entrarono nella stanza di Padre Stanley. Trovando la stanza vuota, cominciarono a girare per l'edificio fin quando non s’imbatterono in Francisco Bocel, il giovane fratello di padre Pedro Bocel, collaboratore di Padre Stanley. I tre uomini minacciarono il giovane di condurli dal parroco, altrimenti lo avrebbero ucciso.
Il ragazzo, spaventato, condusse i tre al primo piano e bussò a una porta vicino alla scala dicendo:
Padre Stanley si alzò dal letto e, probabilmente, esaminò la situazione: avrebbe potuto scappare dalla finestra, ma se l’avesse fatto, Francisco sarebbe morto.
Subito dopo, aprì la porta. Dopo una lotta, il missionario esclamò: 
All’istante, partirono due colpi di arma da fuoco.
La notizia dell’uccisione di padre Stanley, morto a soli 46 anni, lasciò impressionati e attoniti gli abitanti di Santiago Atitlán. Molti si raccolsero spontaneamente, sul piazzale della chiesa, pregando in silenzio. L’autopsia riscontrò che una pallottola gli aveva perforato la mascella, mentre la seconda gli inflisse il colpo mortale poiché l’aveva raggiunto alla tempia destra. I lividi sulle sue mani indicavano che aveva effettivamente lottato prima di essere ucciso.
I suoi familiari vennero a sapere dell'accaduto solamente alcuni giorni dopo. I funerali si svolsero in Oklahoma e il suo corpo fu sepolto presso il cimitero della Santissima Trinità a Okarche. Il suo cuore e una fialetta del suo sangue, invece, furono seppelliti nella chiesa di San Giacomo a Santiago Atitlán, mentre la stanza dove fu ucciso venne trasformata in cappella. I suoi resti mortali sono stati traslati nel 2017 dal cimitero di Okarche al cimitero di Resurrection Memorial a Oklahoma City.

## Il processo di beatificazione

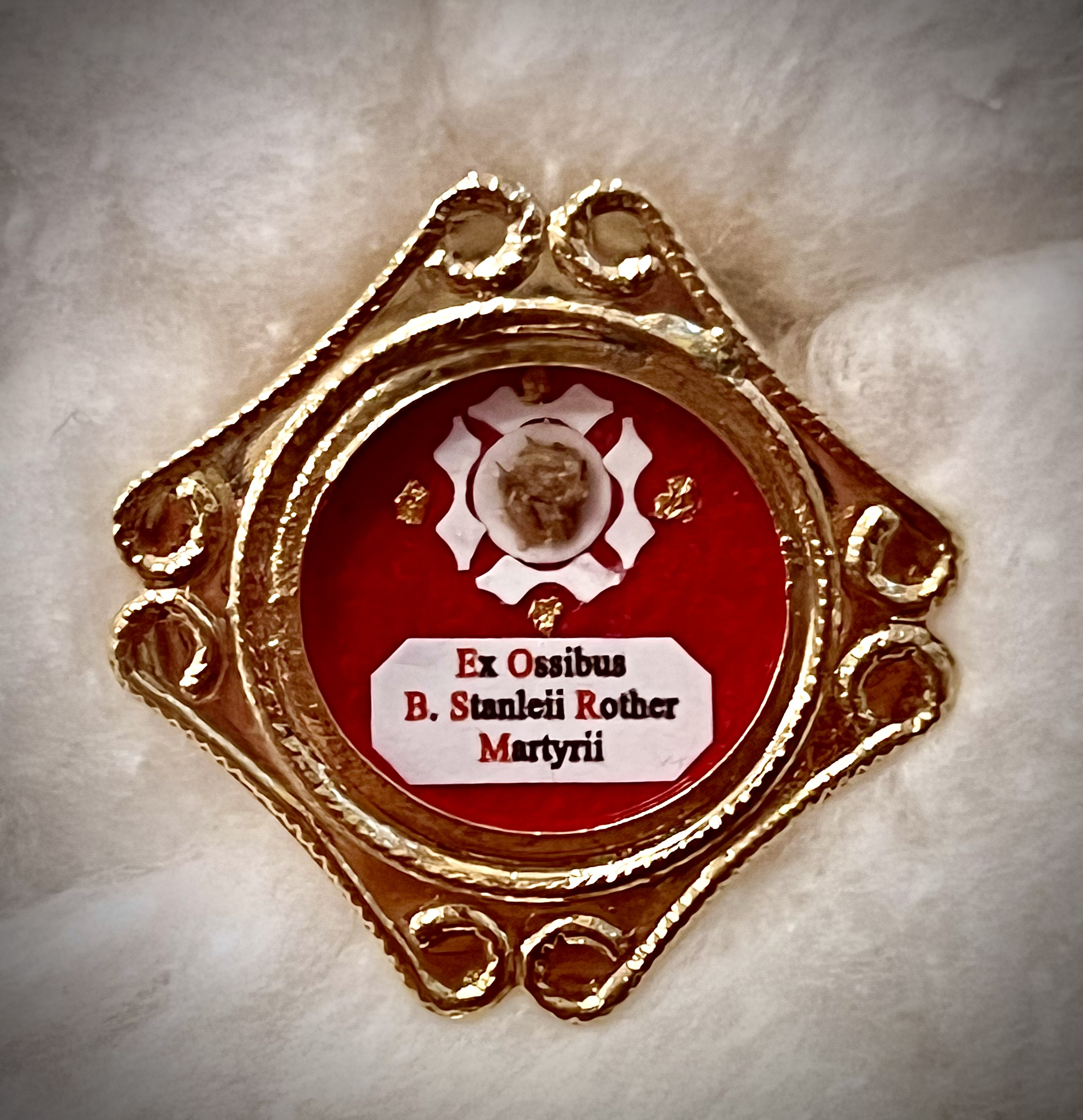
Reliquiario conservato presso il Newman Center di Nostra Signora della Saggezza a Reno contenente un frammento di costola del beato Stanley Rother

Il 3 ottobre 2007, iniziò la fase diocesana nell'arcidiocesi di Oklahoma City, che si concluse il 20 luglio 2010; frattanto, il 25 novembre 2009, giunse il nulla osta dalla Santa Sede. Il 16 marzo 2012 venne emesso il decreto che convalidava i documenti dell’inchiesta diocesana.
La “Positio super martyrio”, consegnata nel 2014 alla Congregazione delle cause dei santi, venne esaminata dai Consultori teologi il 14 giugno 2015. Il 1º dicembre 2016, papa Francesco ha autorizzato la promulgazione del decreto con cui Padre Stanley Rother poteva essere dichiarato martire.
Il 10 maggio 2017 i resti mortali del missionario sono stati riesumati dal cimitero della Santissima Trinità a Okarche, sottoposti alla ricognizione canonica e infine sepolti nuovamente in una cappella nel cimitero della Resurrezione, nella parte nord-occidentale di Oklahoma City.
La beatificazione è stata celebrata il 23 settembre 2017 presso il Cox Convention Center di Oklahoma City. A presiedere il rito, in qualità di delegato pontificio, il cardinal Angelo Amato, allora prefetto della Congregazione delle cause dei santi.
Padre Stanley è in assoluto il primo martire statunitense ufficialmente riconosciuto, nonché il primo uomo candidato agli altari di nazionalità nordamericana, e in più sacerdote, a essere stato beatificato.